# De Lawei
De Lawei is de schouwburg van Drachten in de Nederlandse provincie Friesland. Het is de grootste schouwburg van Zuidoost-Friesland en vervult in die hoedanigheid een belangrijke regionale functie. Jaarlijks vinden er ongeveer 270 professionele voorstellingen plaats. Naast theatervoorstellingen vinden er andere evenementen plaats, zoals congressen, seminars, presentaties, hafabrawedstrijden (bijvoorbeeld ONFK), symposia en lezingen. De kunstuitleen van de gemeente Smallingerland was jarenlang in het gebouw van De Lawei gevestigd.

## Geschiedenis
Met de komst van Philips in de jaren vijftig groeide Drachten uit tot een bloeiende en vooral groeiende gemeente. In de verschillende dorpszalen kwamen bewoners bijeen voor divers cultureel aanbod (er was nog geen tv!). De beroepsvoorstellingen konden in deze zalen echter slecht uit de voeten; daarom werd in 1955 een stichting in het leven geroepen met als opdracht een oplossing te zoeken. Er werd overgegaan tot de bouw van een cultureel centrum.
Er werden drie ontwerpen gemaakt voor het centrum, het winnende moest zo'n 1,5 miljoen gulden kosten. Het Ministerie van Onderwijs, Kunsten en Wetenschappen werd om een vergunning en subsidie gevraagd maar daar vond men het bedrag veel te hoog en wilde niet verder gaan dan ongeveer 800.000 gulden. Het gekozen ontwerp werd door de architect teruggetrokken. Uiteindelijk hebben de directeur gemeentewerken en de adjunct-directeur (P. Blokland en J. Planting) het centrum ontworpen. Om de benodigde subsidies te verkrijgen, moest de plaatselijke bevolking 10% van het totaalbedrag bijdragen, zo'n 80.000 gulden. De naam De Lawei werd bedacht door ene mevrouw Bosma uit De Wilgen. Zij kreeg hiervoor een boekenbon en een bos bloemen. Op 20 mei 1960 werd De Lawei feestelijk geopend.
Op 25 oktober 1963 werd het kunstwerk 'Notenschrift' van Shinkichi Tajiri aangebracht. Er was veel commotie over dit kunstwerk; de gemeentearchitecten vonden dat het door het Ministerie van Onderwijs, Kunsten en Wetenschappen aangeboden beeld moest aansluiten bij het karakter van het gebouw. Die opdracht werd aanvankelijk als te beperkend gezien en uiteindelijk heeft de kunstenaar een associatie gelegd met de muziek, een van de activiteiten die plaatsvinden in het theater. De notenbalk verwijst naar de culturele bestemming van De Lawei.

### Uitbreidingen
In 1966 waren de eerste uitbreidingen gereed: een foyer en een nieuwe bovenzaal. In 1972 kwamen een repetitieruimte, kantoren en de kleedkamers voor de Noorder Compagnie gereed, alsmede een vergadercentrum en een expositiegalerij. Ook werd de muziekschool uitgebreid.
In 1984 werd het besluit genomen tot verdere uitbreiding. Architect Abe Bonnema kreeg de opdracht een grote zaal inclusief grote foyer te bouwen en tegelijkertijd de rest van het gebouw te verbeteren. In 1986 was de verbouwing gereed en daarmee werd De Lawei een van de grootste theaters van Nederland.

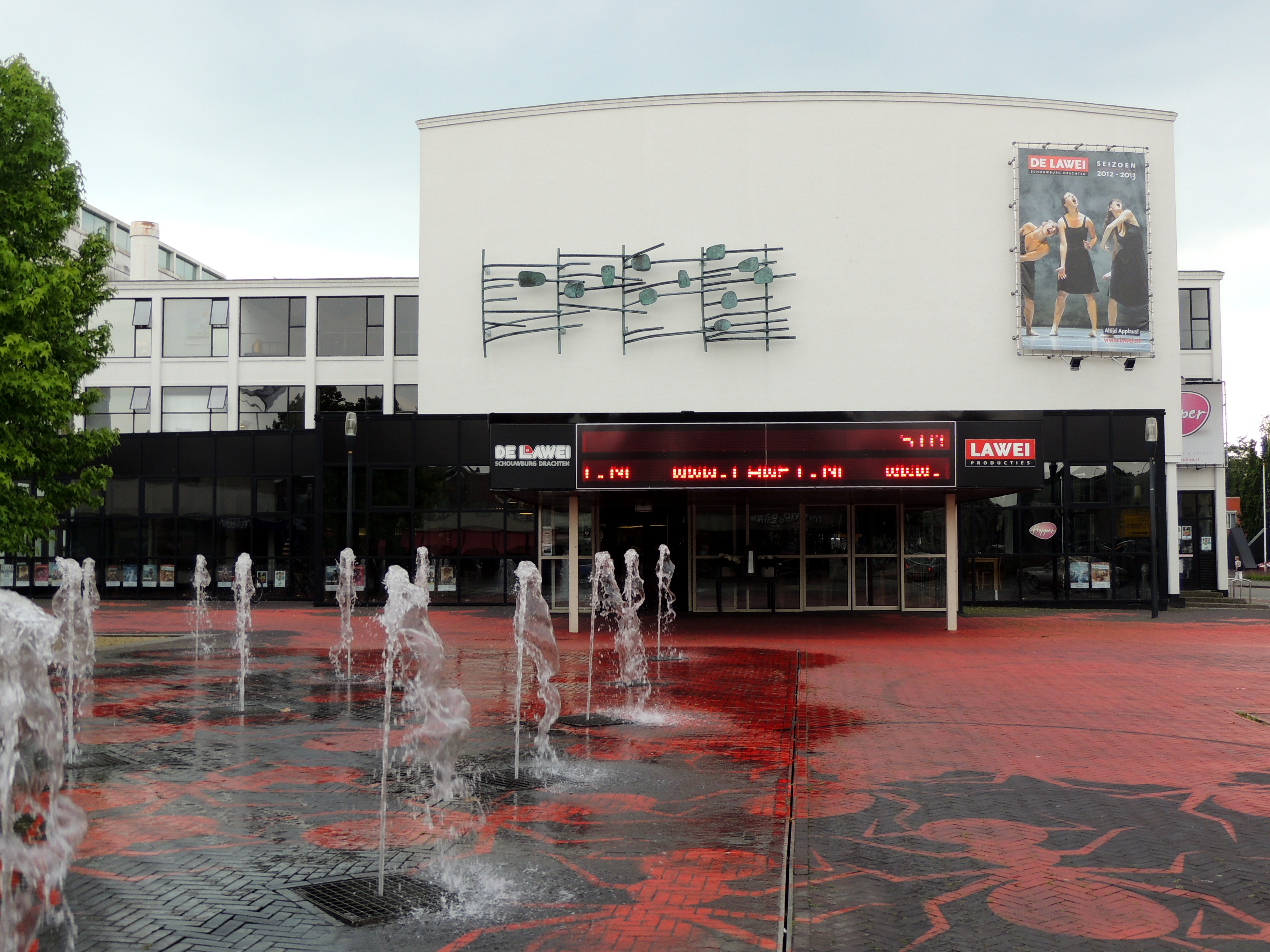
Rode mieren van Henk Hofstra op het plein voor De Lawei, aan de gevel het kunstwerk 'Notenschrift' van Shinkichi Tajiri. (2012)

Ter gelegenheid van het 50-jarig jubileum kwam kunstenaar Henk Hofstra in 2010 met de installatie 500 mieren (ook bekend als de invasie van mieren) direct voor het theater. In enkele geheime nachtelijke sessies werden overal in Drachten rode mieren op het wegdek gespoten, die uiteindelijk samenkwamen bij De Lawei waar voor de ingang een grote rode vlek ontstond.

### Vernieuwbouw
Door de vele verbouwingen was het gebouw in de loop van de tijd onoverzichtelijk geworden. Bevoorradingslijnen en publiek liepen door elkaar. TenBrasWestinga architecten uit Amersfoort maakte daarop een ontwerp voor een grote 'vernieuwbouw'. De mix van nieuwbouw en renovatie betrof een volledige reorganisatie van de publieke- en serviceruimtes in de bestaande schouwburg en een uitbreiding met een nieuwe vlakkevloerzaal, filmzaal, studio’s en de nieuwbouw van Centrum voor de Kunsten 'De Meldij'. De backstage-logistiek werd vergroot en het laden en lossen gebeurde in het vervolg inpandig. De gevel van het complex kreeg een nieuwe uitstraling door de korengele gevelbekleding.
De vernieuwbouw in 2013 en 2014 liep echter volledig uit de hand; de schouwburg, gemeente en aannemer lagen continu overhoop over de planning, de werkzaamheden, het bestek en de onderlinge communicatie. Uiteindelijk kondigde schouwburgdirecteur en bouwheer Stef Avezaat twee weken voor de oplevering van het werk een bouwstop aan en moest de gemeente Smallingerland ruim 3,7 miljoen euro bijpassen om de bouw vlot te trekken en De Lawei te steunen in de arbitragezaak tegen aannemer Van Norel uit Epe. In de zomer van 2017 oordeelde de Raad van Arbitrage voor de Bouw dat de schouwburg de aannemer niet van het werk had mogen halen. De Lawei bracht acht argumenten naar voren die het wegsturen van Van Norel moesten rechtvaardigen, maar de Raad stelde de schouwburg in alle aangedragen argumenten in het ongelijk. Na het vernietigende oordeel van de Raad van Arbitrage stapte de cultuurwethouder op en de gehele gemeenteraad besloot tot het instellen van een raadsenquête. De ontspoorde verbouwing van De Lawei kostte de gemeente uiteindelijk ruim 5 miljoen euro meer dan verwacht. Het ontbrak bij de uitvoering van dit project aan professionaliteit op het gemeentehuis, concludeerde de onderzoekscommissie in 2018. De gemeente had niet goed zicht op de uitgaven.
Enige tijd voor de heropening in mei 2015 verscheen in Drachten een rode pop die een dienblad vasthield met daarop een afgehakt hoofd. Het veroorzaakte nogal wat ophef; veel inwoners noemden het smakeloos en associeerden het met Islamitische Staat. Op dat moment wist nog niemand dat de pop onderdeel was van een groter kunstproject van Henk Hofstra. Her en der in Drachten doken meer rode poppen op, wat deed denken aan het eerdere kunstproject van Hofstra met de rode mieren. Pas later werd duidelijk dat de rode poppen ook te maken hadden met De Lawei. Maar liefst 45 rode poppen werden op de pas verbouwde schouwburg geplaatst ter gelegenheid van de heropening.

## Zalen
Schouwburg De Lawei beschikt over vijf zalen, drie foyers, een restaurant en verschillende vergaderruimtes en kleine zalen. In hetzelfde gebouw bevindt zich Theatercafé Hopper. De grootste zaal biedt plaats aan 905 personen. Sommige van deze ruimtes zijn tevens geschikt voor bijvoorbeeld congressen.

## Laweiplein

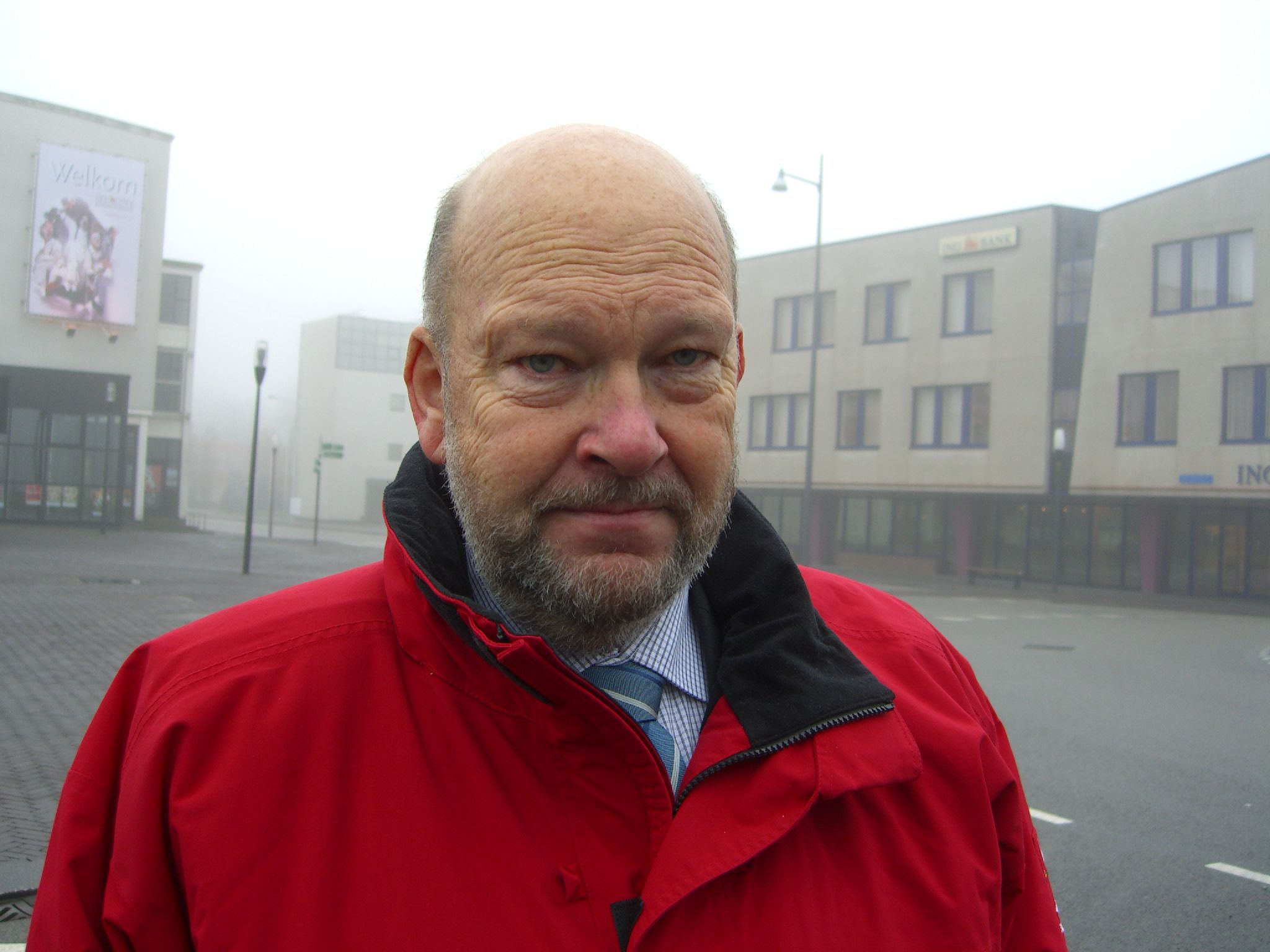
Hans Monderman op het Laweiplein (2006)

In 2004 werd de openbare ruimte voor De Lawei opnieuw ingericht door verkeerskundige Hans Monderman. Voor de reconstructie was het een drukke kruising met verkeerslichten, waar regelmatig ernstige ongevallen gebeurden. Sinds de herinrichting ligt er een compacte rotonde op een aantrekkelijk vormgegeven plein met fonteinen, straatklinkers en natuurstenen trottoirbanden. Op deze drukke plek, met 20.000 motorvoertuigen per etmaal, is de snelheid van het autoverkeer laag. Haaientanden geven aan dat fietsers voorrang hebben. Voor voetgangers zijn er zebrapaden op de toeleidende wegen. Het Laweiplein is het bekendste shared spaceproject en maakte Drachten in de jaren na de realisatie wereldwijd bekend. Het liet zien dat de uitgangspunten van shared space konden werken, ook in de stad op een kruising met veel verkeer. Er gebeuren minder ongelukken dan voorheen en in de ruimte is meer sociaal gedrag zichtbaar. Fietsers geven richting aan en verkeersdeelnemers zoeken oogcontact met elkaar. De wandelverbinding tussen De Lawei en het centrum van Drachten is sterk verbeterd.

## Simmerdeis
Sinds 2007 organiseert De Lawei producties met meer dan 100 vrijwilligers Simmerdeis, een meerdaags festival met podiumkunsten en muziek. De meeste activiteiten van Simmerdeis vinden plaats in het Slingepark in Drachten. Veel voorstellingen en alle muziekacts op het hoofdpodium in het Slingepark zijn gratis toegankelijk. Een aantal voorstellingen is op locatie ergens in de gemeente Smallingerland, waaronder de Sluisfabriek.